# 羽生未来
羽生 未来（はにゅう みく、1974年（昭和49年）7月14日 - 2005年（平成17年）2月22日）は、日本の女性タレント、歌手。
東京都新宿区出身。婚約者に作曲家の五十嵐渉がいる。

## 人物
家族は東京都新宿区に居住していたが、父の仕事の関係で3歳からフィリピン、アメリカ合衆国のニュージャージー州などで13年間過ごす。その経験を活かし、国際基督教大学在学中の1995年、NHK教育テレビジョンの番組 『英語であそぼ』（後の『えいごであそぼ』）で3代目のお姉さん・ミクお姉さんとして番組にレギュラー出演し、芸能界デビューを果たす。
1998年3月に番組を卒業。
さらに、『CNNヘッドライン』（テレビ朝日）や、『真夜中の王国』（NHK衛星第2テレビジョン）の司会を務めたほか、『けんたろうとミクのワイワイキッズ』シリーズ（キッズステーション）でもレギュラー出演した。1999年、『GO AHEAD!』で歌手デビューを果たす。
2002年9月25日、マウイ島から帰国後、脳腫瘍と診断を受けて即入院。手術とリハビリによって、2003年7月11日には一時退院。2002年9月から治療のため休養していたレギュラー番組のワイワイキッズへの出演を不定期ながらも再開し、2004年5月からはワイワイキッズの後番組モンすたージオにて、日本語から英語に翻訳することが出来るトランスモンスターのキャラ『ピンクミク』の声を担当(没後は同番組出演者の桐江杏奈が役を引き継いだ)。徐々にではあるがタレントとしての活動も再開した。しかし2005年1月27日には肺癌と診断され再入院し、同年2月22日午後9時30分、東京都中央区の病院で逝去。30歳没。その墓には2004年に亡くなった父と2012年に亡くなった母と一緒に眠っている。
2005年12月、扶桑社より羽生未来のポジティブメッセージを収録した『羽生未来の楽しもう　What a fun fun day !』が刊行された。「あとがき」(pp.124-127)は五十嵐渉。

## 音楽

### シングル
- 英語であそぼ（1995年）
- GO AHEAD!（1999年）

### アルバム
- 英語であそぼ（1995年）
- みくおねえさんとうたってあそぼう!よいこのあそびうた（1998年）
- みくおねえさんとうたってあそぼう!「よいこのあそびうた たのしいクリスマス」（1998年）
- みくおねえさんとワイワイキッズ〜みくちゃんとうたっておどろう（1999年）
- けんたろうとミクのワイワイキッズ ミクちゃんと英語でうたおう ワイワイソング!（2000年）
- けんたろうとミクのワイワイキッズ ミクちゃんと英語でうたおう ワイワイソング!2（2000年）
- けんたろうとミクのワイワイキッズ ミクちゃんと英語でうたおう ワイワイソング!3（2001年）
- えいごであそぼ（2005年）
- 羽生未来メモリアルアルバム FUN DAY!（2005年）
- えいごであそぼ（2006年）
- えいごであそぼ（2008年）

## 出演

### テレビ番組
- 英語であそぼ（1995年 - 1998年、NHK教育テレビ）
- CNNヘッドライン（テレビ朝日）司会
- NBA MANIA（2001年、TBSテレビ）
- 真夜中の王国（NHK衛星第2テレビ）司会
- 新・真夜中の王国（NHK衛星第2テレビ）司会
- けんたろうとミクのワイワイキッズ（1999年4月5日 - 2004年4月2日 CS・キッズステーションなど）
- みんなの広場だ!わんパーク（2000年4月8日 - 2003年4月6日、NHK教育テレビ）
- モンすたージオ（2004年度　キッズステーション）ピンクミク役（声）
- シネマスキッパー（WOWOW）

### ラジオ
- MUSIC@JUNCTION（bayfm、Kiss-FM KOBE）

### オリジナルビデオ
- こどもちゃれんじ・ほっぷ（ベネッセコーポレーション）